# Estación de Erstfeld
La estación de Erstfeld es la principal estación ferroviaria de la comuna suiza de Erstfeld, en el cantón de Uri.

## Historia y situación
La estación de Erstfeld  fue inaugurada en el año 1882 con la puesta en servicio al completo de la línea Immensee - Chiasso, más conocida como la línea del Gotardo.
Se encuentra ubicada en el borde sur del núcleo urbano de Erstfeld. Cuenta con dos andenes, uno central y otro lateral, a los que acceden tres vías pasantes. A ellas hay que sumar otras cinco vías pasantes más de las que nacen varias vías de servicio para el apartado de trenes, existiendo numerosas vías muertas con el mismo cometido.
En términos ferroviarios, la estación se sitúa en la línea Immensee - Chiasso. Sus dependencias ferroviarias colaterales son la estación de Altdorf hacia Immensee y la estación de Göschenen en dirección Chiasso.

## Servicios ferroviarios
Los servicios ferroviarios de esta estación están prestados por SBB-CFF-FFS:

### Larga distancia
- IR Basilea SBB - Olten - Lucerna - Arth-Goldau - Schwyz - Brunnen - Flüelen - Erstfeld - Göschenen - Airolo - Faido - Biasca - Bellinzona - Giubiasco - Mendrisio - Chiasso
- IR Basilea SBB - Olten - Lucerna - Arth-Goldau - Schwyz - Brunnen - Flüelen - Erstfeld - Göschenen - Airolo - Faido - Biasca - Bellinzona - Cadenazzo - Locarno.
- IR Zúrich - Zug - Arth-Goldau - Schwyz - Brunnen - Flüelen - Erstfeld - Göschenen - Airolo - Faido - Biasca - Bellinzona - Giubiasco - Mendrisio - Chiasso
- IR Zúrich - Zug - Arth-Goldau - Schwyz - Brunnen - Flüelen - Erstfeld - Göschenen - Airolo - Faido - Biasca - Bellinzona - Cadenazzo - Locarno.

### S-Bahn Lucerna/Zug
Forma parte de la red de trenes de cercanías del centro de Suiza formada por S-Bahn Lucerna y Stadtbahn Zug, siendo la estación terminal de una línea de esta red:
- S 2 Baar Lindenpark - Zug - Walchwil - Arth-Goldau - Brunnen - Erstfeld